# Lalherde
Le ruisseau de Lalherde ou  ruisseau de l'Esqueda est un cours d'eau qui traverse le département des Hautes-Pyrénées et un affluent gauche de l'Arros dans le bassin versant de l'Adour.

## Géographie
D'une longueur de 10.70 kilomètres, il prend sa source sur la commune de Banios (Hautes-Pyrénées), à l'altitude 1 100 mètres.
Il coule du sud-est vers le ouest-ouest et se jette dans l'Arros, sous le nom de ruisseau de l'Esqueda, à Bourg-de-Bigorre (Hautes-Pyrénées), à l'altitude 333 mètres.

### Communes et département traversés
Dans le département des Hautes-Pyrénées, le ruisseau de Lalherde traverse huit communes et trois cantons, dans le sens amont vers aval : Banios (source), Marsas, Fréchendets, Asque, Escots, Esconnets, Espieilh et Bourg-de-Bigorre (confluence).
Soit en termes de cantons, le ruisseau de Lalherde prend source dans le canton de Bagnères-de-Bigorre, arrose le canton de La Barthe-de-Neste et conflue dans le canton de Lannemezan.

## Affluents
Le ruisseau de Lalherde a trois affluents référencés :
- (D) le ruisseau du Thou, 3,4 km sur Asque et Banios ;
- (G) le ruisseau de Lauade, 2 km sur Banios et Marsas ;
- (D) le ruisseau le Cilh, 5 km sur Asque et Escots.

(D) rive droite ; (G) rive gauche.